# Gråhalsad trast
Gråhalsad trast (Turdus obscurus) är en östasiatisk trast i släktet Turdus. Den häckar i östra Sibirien, Mongoliet och Japan. Vintertid flyttar den till Sydostasien och nordöstra Indien. Den är en mycket sällsynt gäst i Europa, med bland annat ett fynd i Sverige i maj 1999. IUCN kategoriserar den som livskraftig.

## Utseende och läte
Gråhalsad trast är ungefär stor som en taltrast med en längd på 21–23 centimeter och en vikt på 61–117 gram. Den är rätt slank, har lång stjärt och kort näbb. Fågeln har brun till brungrå rygg, rödorange bröst och kroppssida, vit undersida och ett distinkt tecknat huvud, med ett mörkt tygelstreck, ett kraftigt vitt ögonbrynsstreck och ett tunt vitt streck som sträcker sig från näbbroten och under ögat. Vingundersidan är ljusgrå. Den adulta hanen har jämngrått huvud medan honan har brunt huvud och vit haka, men könen kan inte alltid skiljas åt. Juvenilen är mycket lik honan men har brunare rygg. 
Hanen har en enkel visslande sång som påminner om dubbeltrastens. Locklätet under sträck är likt rödvingetrastens, ett fint ts(r)iih.

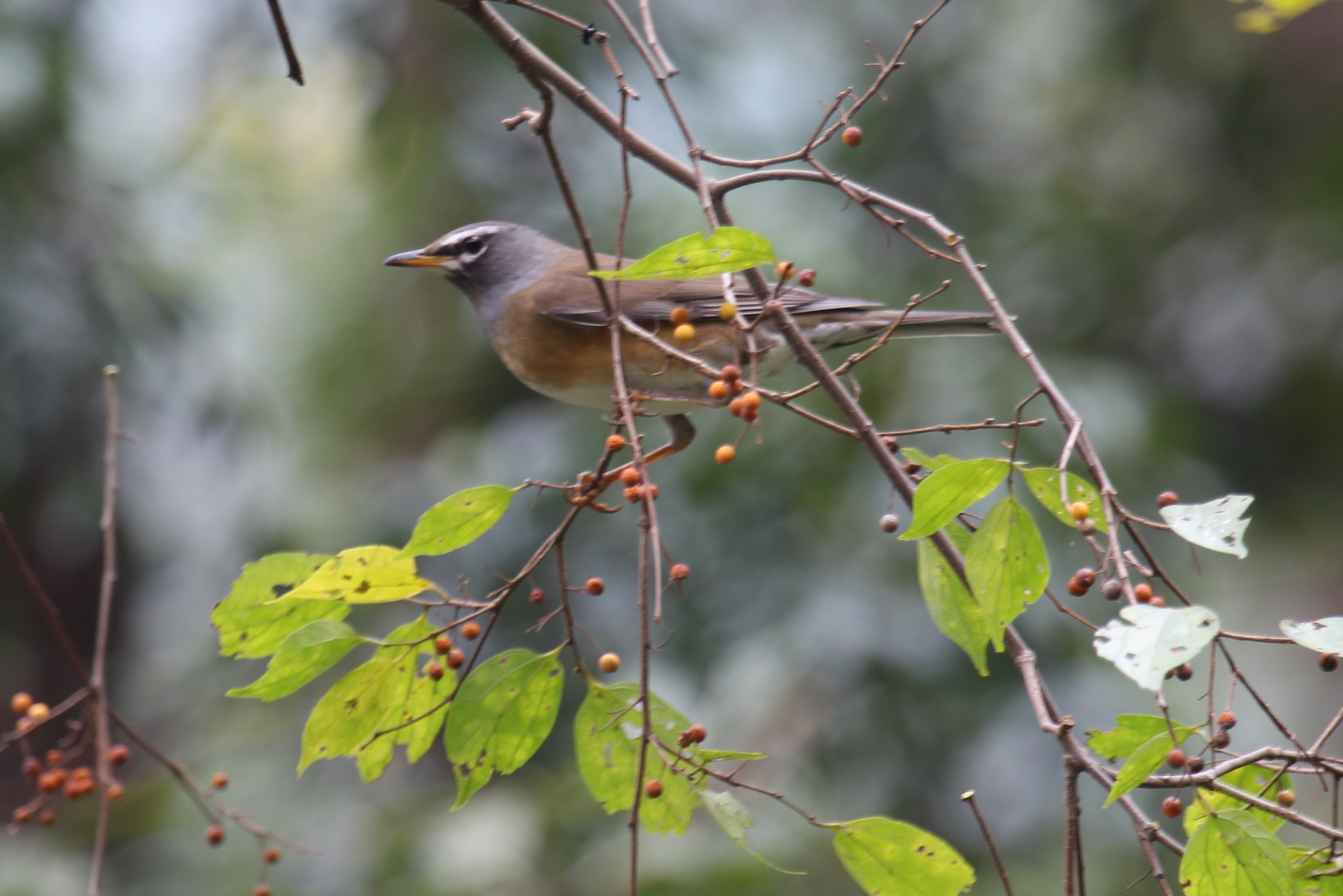
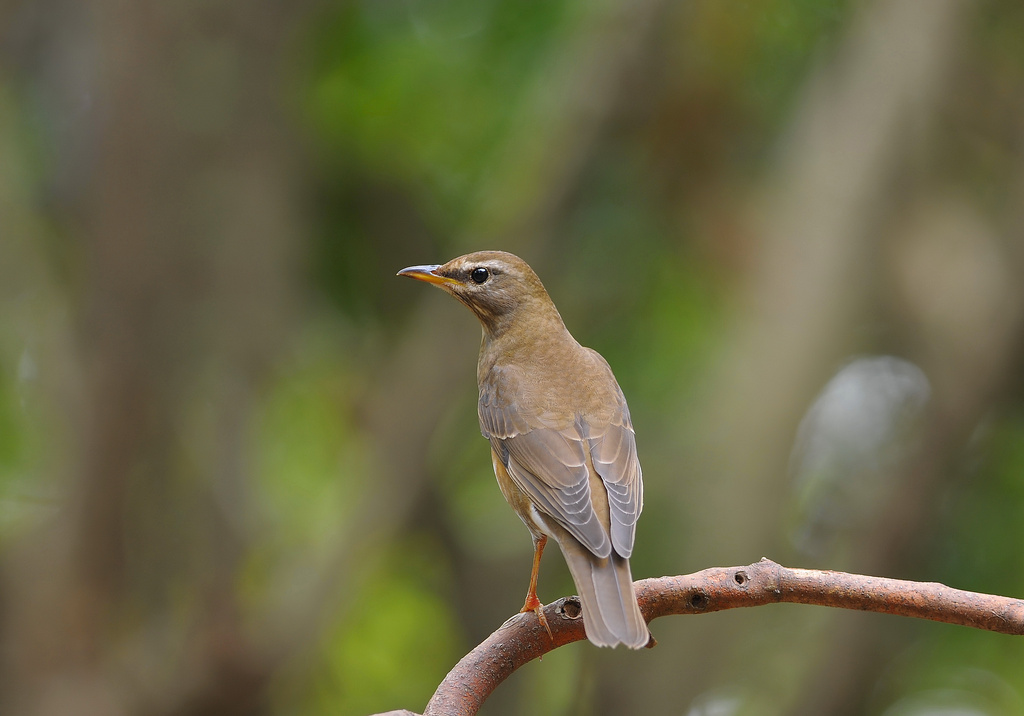
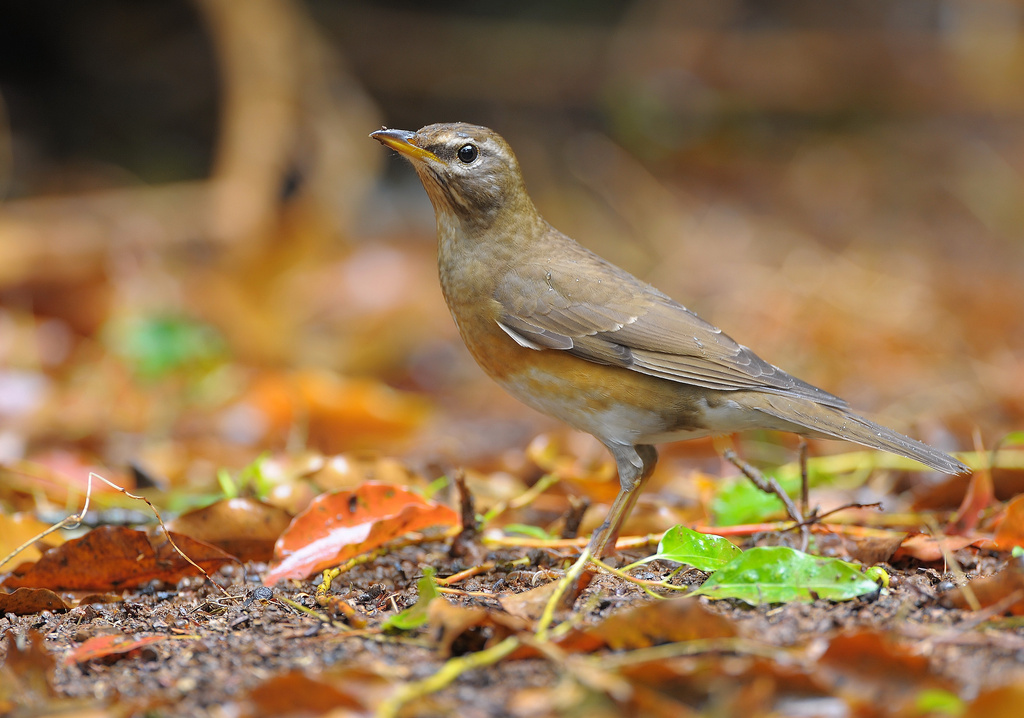
Honfärgad

## Utbredning
Gråhalsad trast är en flyttfågel som häckar i tät granskog i tajga i östra Sibirien, Mongoliet och Japan. Den övervintrar i nordöstra Indien och Sydostasien. Arten observeras sällan i Europa, i Sverige endast tre gånger: i december 1989 i Västerbotten, september 1998 i Norrbotten samt en sjungande hane i Ottenby, Öland i maj 1999. Från Norge finns sex fynd, från Finland sju och i Danmark sågs arten första och hittills enda gången 2014.

## Systematik
Arten är närmast släkt med den sällsynta mingtrasten (Turdus feae), men står även nära amurtrast (Turdus pallidus). Den behandlas som monotypisk, det vill säga att den inte delas in i några underarter.

## Levnadssätt
Gråhalsad trast häckar i träd och lägger fyra till sex ägg i ett prydligt bo. Flyttande och övervintrande fåglar formar ofta små flockar. Fågeln är en allätare som intar olika sorters insekter, maskar och bär.

## Status och hot
Artens populationsutveckling är okänd, men den har ett stort utbredningsområde och en stor population. Utifrån dessa kriterier kategoriserar internationella naturvårdsunionen IUCN arten som livskraftig (LC). Världspopulationen har inte uppskattats, men den beskrivs som vanlig eller ganska vanlig i hela utbredningsområdet.